# Retrato de Terencio Neo y su esposa
El Retrato de Terencio Neo y su esposa es un fresco romano que se conserva en el Museo Arqueológico Nacional de Nápoles y que fue encontrado en la Casa de Terencio Neón (VII, 2, 6) durante las excavaciones arqueológicas de Pompeya. Durante mucho tiempo se consideró erróneamente como el retrato de Paquio Próculo y su esposa. Pero, en realidad, el fresco retrata al panadero Terencio Neo con su esposa. Los dos personajes, de origen humilde, subieron en el escalafón social y se muestran como un hombre de letras, que sostiene un rollo de papiro en la mano, mientras ella sostiene una tablilla de cera, lo que indica que se encargaba de la contabilidad de la panadería y la casa.

## Descripción
El fresco, del IV estilo pompeyano, representa de medio cuerpo a dos cónyuges retratados como personas ricas y refinadas, cultas y a la moda. La mujer, situada en primer plano, viste un manto rojo, pendientes y collar de perlas con colgante de oro; tiene un peinado recogido caracterizado por delgados y prolijos rizos que caen a lo largo del perfil de la cara y se sostienen en la cabeza con una diadema, peinado de moda durante el período neroniano tardío (60-69 d. C.); Sostiene en sus manos un díptico de tablillas de cera y un estilo que apoya en los labios, recordando la actitud de la joven en el famoso retrato de "Safo" (inv. 9084), a pesar de que los ojos de la mujer se pierden en el vacío y no transmiten la idea de mirada pensativa. El hombre, en cambio, está vestido con la toga blanca que lo identifica como candidato, es decir, como aspirante a un cargo político, y tiene en su mano derecha un rollo con una etiqueta roja, que apoya contra la barbilla en actitud pensativa; tiene el pelo corto y rizado, mientras que alrededor de la barbilla se aprecia una ligera barba.
La obra, definida por A. Maiuri como "el más bello retrato que nos ha dejado la pintura pompeyana", proviene de la pared norte del tablinio (tablinum) de la llamada Casa de Terencio Neo, la posición no es casual, ya que estaba en las jambas fuera de este importante entorno donde a menudo se representaba a las grandes personalidades de la familia y los trofeos de guerra ganados por ellos: la elección de poner el retrato de la pareja en ese punto tiene, por lo tanto, un fuerte componente tradicionalista, pero también lo hizo visible para cualquiera que pasase por el atrio de la domus.

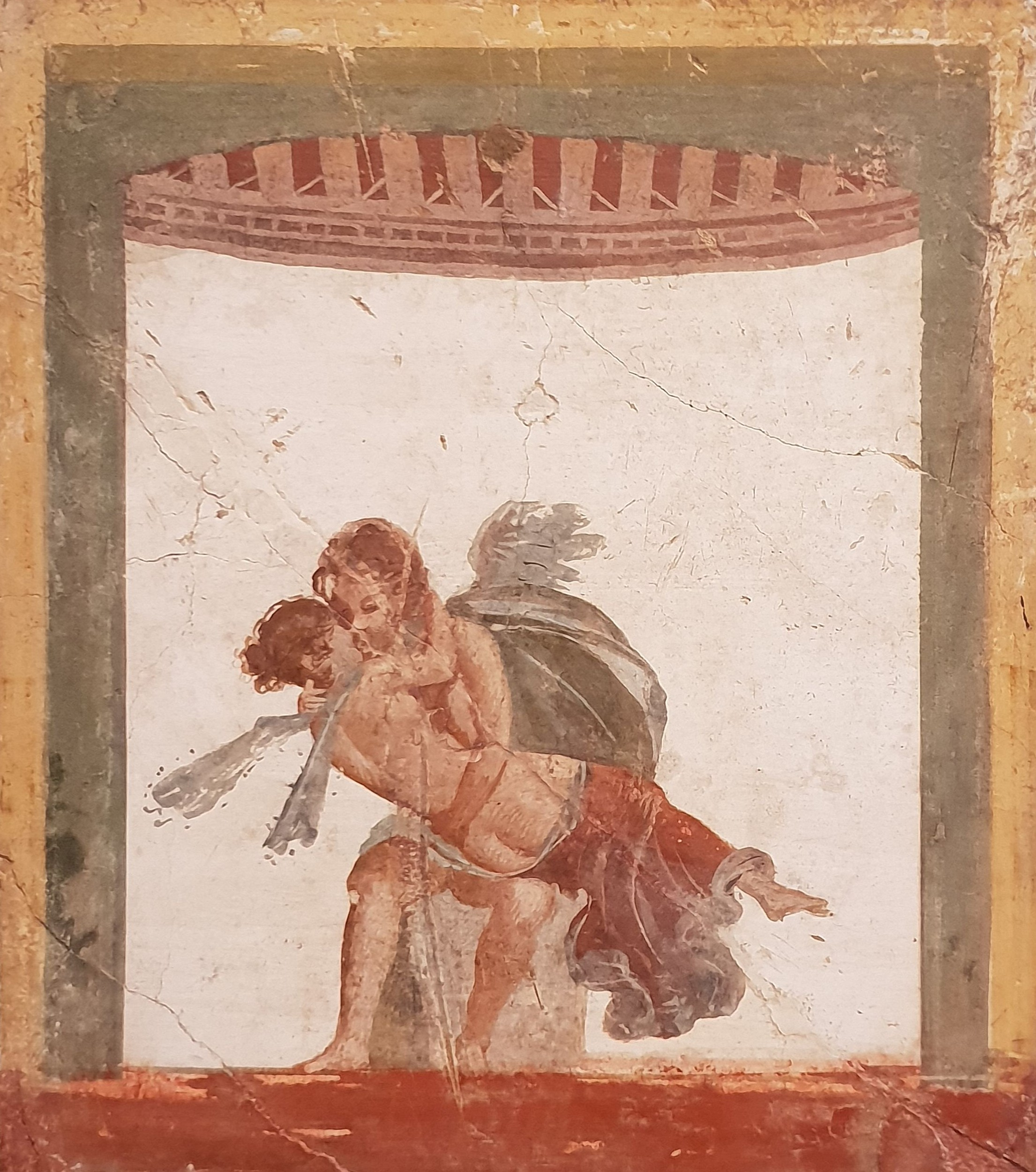
Un cuadrito más pequeño con Cupido y Psique besándose apasionadamente se encontraba originalmente sobre el retrato de los esposos.

Sólo posteriormente en el retrato se ha reconocido, correctamente, al panadero Terencio Neo y su esposa y no, como se había creído durante mucho tiempo, al magistrado Paquio Próculo. Una identificación incorrecta debido al descubrimiento de una inscripción pintada en una pared exterior de la casa. Después de todo, los escritos electorales en las paredes que llevan la candidatura de Paquio Próculo para duumviro son numerosos en Pompeya, repartidos por toda la ciudad, ya que se estaba en plena campaña electoral antes de la destrucción de la ciudad en 79 d. C. Puede deducirse, por tanto, que Terencio Neo era partidario del político, habiendo permitido colocar la inscripción electoral en las paredes de su casa.
El retrato de los esposos es un claro ejemplo de cómo la pequeña burguesía provinciana sintió la necesidad de mostrarse como refinados aristócratas romanos, haciéndose así retratar en gestos y con los atributos que distinguían a estos últimos: véase la toga y el papiro, signos de la dignidad de magistrado, y las tablillas enceradas con el punzón, que aluden a la alta cultura de la mujer retratada. El pintor, un especializado pictor imaginarius, ha definido perfectamente los rasgos de los retratados, incluso en los pequeños defectos, sin siquiera ocultar los rasgos típicamente "samnitas" de la pareja, lo que crea un sorprendente contraste entre lo que son: dos prósperos panaderos locales y lo que, en cambio, les gustaría ser.
Finalmente, la figura en primer plano es la de la consorte, que cubre el hombro derecho del marido; la elección de eclipsar a Terencio Neo se explica por la posibilidad de que el tema principal del retrato fuera su esposa y que esta última por lo tanto, fuera la autora del encargo pictórico, lo que no es raro en el campo de la pintura romana.